# Ochicanthon cingalensis
Ochicanthon cingalensis är en skalbaggsart som beskrevs av Gilbert John Arrow 1931. Ochicanthon cingalensis ingår i släktet Ochicanthon och familjen bladhorningar. Inga underarter finns listade i Catalogue of Life.